# Caburn Engineering

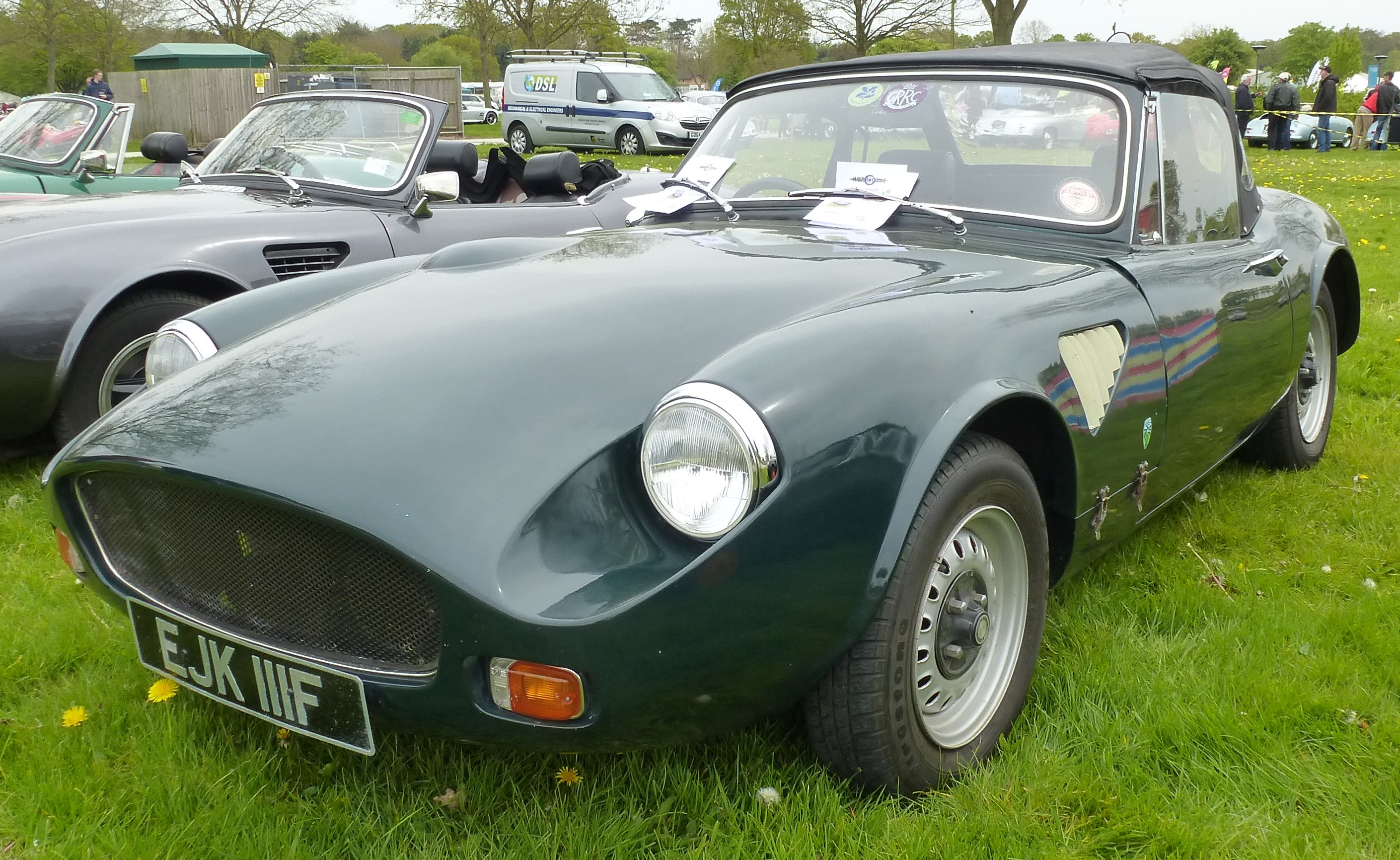
Caburn Hurricane

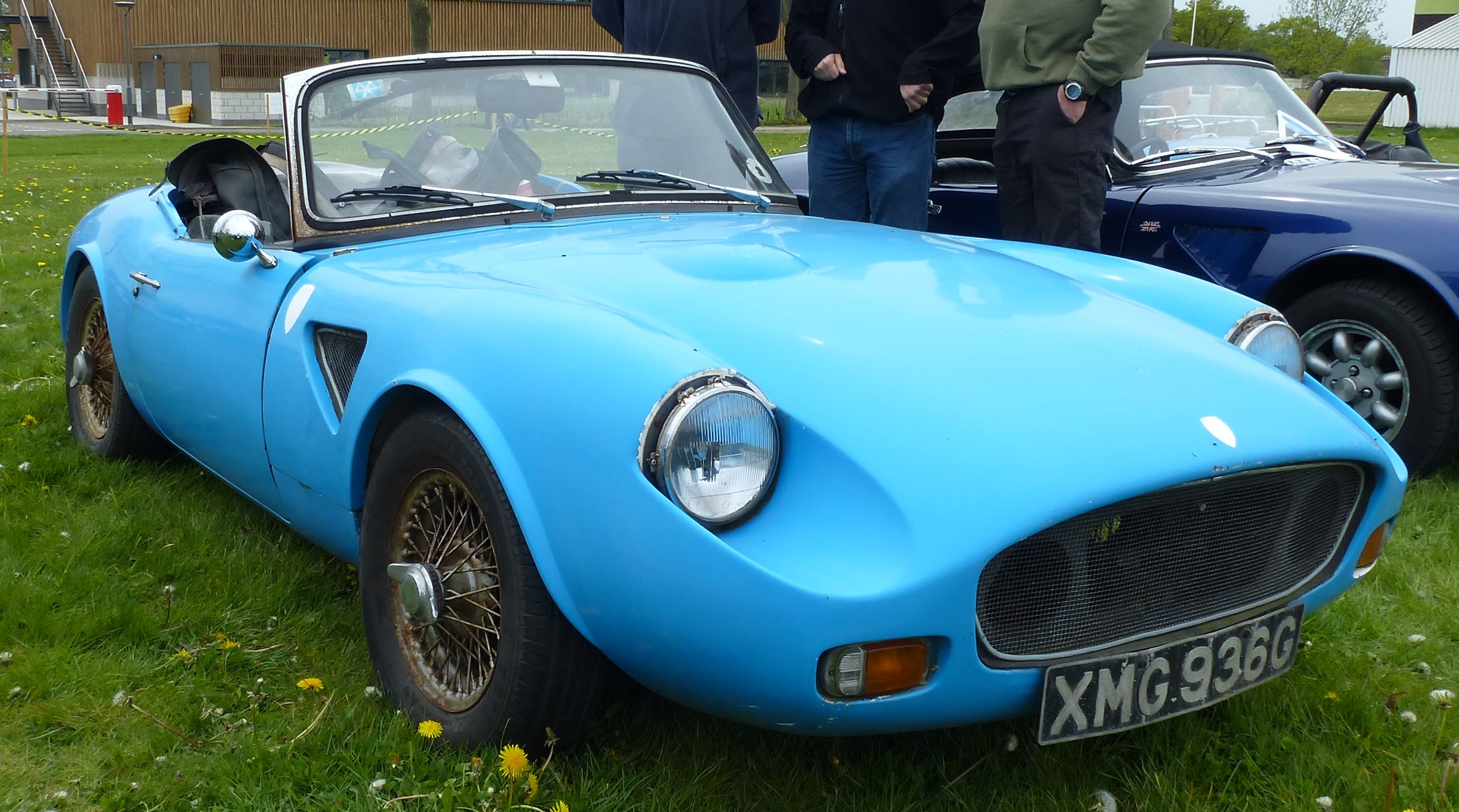
Caburn Hurricane

Caburn Engineering Limited ist ein britischer Hersteller von Automobilen.

## Unternehmensgeschichte
Andrew Michael Hitchings und sein Vater David Hitchings begannen 1995 mit der Produktion von Automobilen und Kits. Sie gründeten am 18. April 1997 das Unternehmen in Haywards Heath in der Grafschaft West Sussex. Der Markenname lautet u. a. Caburn.

## Fahrzeuge
Das erste und bestverkaufte Modell ist der Caburn Hurricane, der seit 1995 im Angebot steht. Das Modell wurde zuvor von verschiedenen Herstellern unter der Marke Vincent und der Modellbezeichnung Hurricane verkauft. Dies ist ein Roadster. Die Basis bildet ein Fahrgestell von Triumph. In Frage kommen Triumph Spitfire mit Vierzylindermotor und Triumph GT 6 mit Sechszylindermotor. Insgesamt entstanden bisher etwa 65 Fahrzeuge dieses Modells.
2007 präsentierte Caburn Engineering den Caburn Roadster. Ursprünglich stellte IPS Developments das Modell von 1992 bis 1995 her und boten es als Hadleigh Sprint an. Das Fahrzeug ähnelt Modellen von Morgan. Die Basis bildet ein Spaceframe-Rahmen mit Paneelen aus Aluminium. Motoren vom Ford Sierra treiben die Fahrzeuge an. Insgesamt stellten die beiden Hersteller zusammen bisher etwa sechs Fahrzeuge her.
Seit 2009 versucht Caburn Engineering die Neuauflage des Teal Type 59, der bis 1997 von Teal Cars gefertigt wurde. Dies ist eine Nachbildung des Bugatti Type 59.
Der Caburn GP 57 erschien 2010. Das Design stammte ursprünglich von Brooke Cars und wurde zwischen 1991 und 1993 als Brooke 245 angeboten. Der Rennsportwagen ist als Einsitzer und Tandemsitzer erhältlich. Insgesamt fertigten Brooke Cars und Caburn Engineering bisher etwa vier Exemplare.
Im gleichen Jahr übernahm Caburn Engineering das Projekt Elysee, das zuvor Gemini Cars von 1991 bis 1999 und JB Sportscars von 1999 bis 2001 fertigten und unter der Marke Elysee anboten. Caburn Engineering entwickelte ein neues Fahrgestell, das für die Aufnahme von Motoren vom Ford Sierra geeignet ist. Die offene Karosserie ähnelt dem Lotus Elan. Insgesamt entstanden bisher etwa 20 Exemplare bei den drei Herstellern.